# Malroy

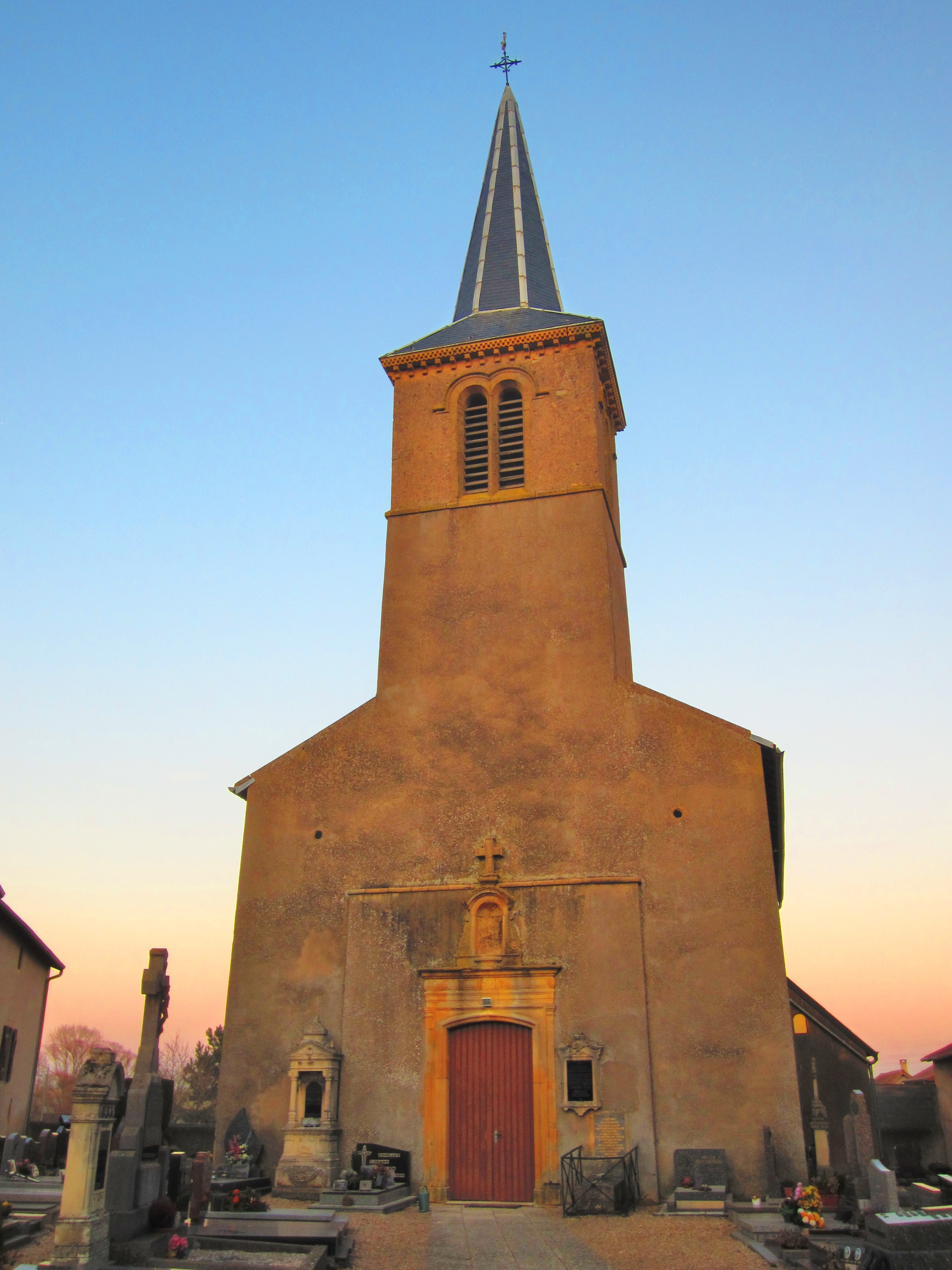
Kirche St. Mauritius

Malroy ist eine französische Gemeinde mit 353 Einwohnern (Stand 1. Januar 2022) im Département Moselle in der Region Grand Est (bis 2015 Lothringen). Sie gehört zum Arrondissement Metz.

## Geographie
Die Gemeinde Malroy liegt in Lothringen, am rechten Ufer der Mosel, acht Kilometer nördlich von Metz und sieben Kilometer südwestlich von Vigy auf einer Höhe zwischen 160 und 205 m über dem Meeresspiegel. Das Gemeindegebiet umfasst 3,54 km².

## Geschichte
Der Ort wurde 1128 als Mallarey erwähnt.
Die Ortschaft gehörte früher zum Bistum Metz.
Im 17. und 18. Jahrhundert stand Malroy unter der Herrschaft der Familie Poutet. Deren Wappen fungiert heute als Gemeindewappen.
Im Deutsch-Französischen Krieg 1870 war Malroy während der Schlacht von Noisseville umkämpft. Durch den Frankfurter Frieden vom 10. Mai 1871 kam die Region an Deutschland und das Dorf wurde dem Landkreis Metz im Bezirk Lothringen des Reichslandes Elsaß-Lothringen zugeordnet. Die Dorfbewohner betrieben Getreide- und Obstbau.
Nach dem Ersten Weltkrieg musste die Region aufgrund der Bestimmungen des Versailler Vertrags 1919 an Frankreich abgetreten werden. Im Zweiten Weltkrieg war die Region von der deutschen Wehrmacht besetzt und stand unter deutscher Verwaltung.
Das Dorf trug 1915–1919 und 1940–1944 den deutschen Namen Malrich.

### Bevölkerungsentwicklung
| Jahr      | 1962 | 1968 | 1975 | 1982 | 1990 | 1999 | 2007 | 2019 |
| Einwohner | 231  | 281  | 297  | 297  | 304  | 339  | 391  | 348  |

## Sehenswürdigkeiten
- Kirche St. Mauritius, mit Gebäudeteilen aus dem 13. Jahrhundert, umgeben von einer ehemals befestigten Friedhofsmauer[1]

## Belege
1. 1 2  Franz Xaver Kraus: Kunst und Alterthum in Elsass-Lothringen. Beschreibende Statistik. Band III: Kunst und Althertum in Lothringen, Friedrich Bull, Straßburg 1886, S. 295 (books.google.de).
2. 1 2   Eugen H. Th. Huhn: Deutsch-Lothringen. Landes-, Volks- und Ortskunde, Stuttgart 1875, S. 308 (google.books.de).
3. ↑  Wappenbeschreibung auf genealogie-lorraine.fr (französisch)